# لوليتا فاليز
لوليتا فاليز (بالإنجليزية: Lolita Files)‏ (25 سبتمبر 1963، فورت لودرديل في الولايات المتحدة)؛ روائية أمريكية. درست في جامعة فلوريدا.

## روابط خارجية
- لوليتا فاليز على موقع IMDb (الإنجليزية)